# Мини, Габриеле
Габриеле Мини (итал. Gabriele Minì, род. 20 марта 2005, Палермо, Италия) — итальянский автогонщик.
С 2018 года его менеджером является Николя Тодт, бывший менеджер Шарля Леклера, а с 2023 года является членом молодёжной программы Alpine. В сезоне 2020 года стал самым молодым гонщиком, ставшим чемпионом Итальянской Формулы-4.

## Карьера

### Картинг
Мини начал заниматься картингом в 2012 году и дважды выиграл чемпионат Италии в категории 60mini, в 2016 и 2017 годах. Позже также одержал победу в чемпионате WSK Super Master в 2017 году в классе 60 mini и в 2018 году в классе OKJ. В 2019 году принял участие в чемпионате Европы по картингу FIA в категории ОК, заняв второе место и был назван «Новичком года по картингу» по версии FIA.

### Формула-4
31 января 2020 года было объявлено, что Мини будет выступать в Итальянской Формуле-4 за команду Prema Racing. Он сразу же выиграл первую гонку в Мизано, а в третьей гонке стал вторым после гонщика команды Van Amersfoort Racing Франческо Пицци. В Имоле ему не удалось подняться на подиум ни в одной из трех гонок, но он взял драгоценные очки, чтобы оставаться на вершине чемпионата. Он сделал это снова на Ред Булл Ринге, где завоевал два подиума в гонке. первые две гонки и выиграл третью гонку, опередив Джошуа Дюрксена и Джека Кроуфорда.
Успехи повторились в Муджелло, где победил, доминируя в своей третьей гонке в серии, затем прошёл этап в Монце, где первая гонка была полна обгонами между Мини и Пицци, которые боролись за первое место, гонщик Prema Racing выиграл спринт под клетчатым флагом, но после гонки был оштрафован на пять секунд и победа была присуждена его сопернику. На этапе в Имоле Мини выигрывает первую гонку и занимает второе место как во второй, так и в третьей гонке, становясь чемпионом за три гонки до конца. На последнем этапе в Валлелунге Мини пришёл третьим в последней гонке, завершив сезон с четырьмя победами и 12 подиумами.
Мини также принял участие в гонках чемпионата ADAC Формулы-4 в сезоне 2020 года на Нюрбургринге и Хоккенхаймринге за команду Prema Racing, выиграв гонку, опередив Джонни Эдгара и заняв три третьих места. Несмотря на то, что Мини выступал в шести гонках, он закончил чемпионат на десятом месте.

### Региональная Формула
21 января 2021 года команда ART Grand Prix объявляет, что Габриеле Мини будет участвовать в гонках на протяжении всего сезона Регионального европейского чемпионата Формулы. Первый этап прошёл на трассе Имола: в первой гонке Габриеле финишировал 11-м, в шаге от первых очков. Первые очки пришли во второй гонке благодаря прорыву с десятого места на шестое. Во втором этапе в Барселоне Мини финишировал вторым после Грегуара Соси в первой гонке, заняв таким образом первый подиум в серии, а во второй гонке Габриеле снова финишировал в очках, заняв пятое место. После двух гонок на трассе Монако, заняв десятое место, итальянец поднялся на подиум в первой гонке на Поль Рикаре. В Зандворте финишировал на подиуме в обеих гонках, став лучшим новичком этапа. Он финишировал седьмым в личном зачёте и вторым после Исаака Хаджара среди новичков.
В сезоне 2022 года участвовал в Региональном азиатском чемпионате Формулы за команду Hitech. Мини занял второе место в первой гонке, а затем одержал свою первую победу на трассе Яс Марина, победив в спринте Джека Кроуфорда. Из-за других обязательств Габриэле был вынужден пропустить второй этап в Дубае. Вернувшись в серию, одержал вторую победу, опередив Дино Бегановича и ещё одно второе место в последней гонке чемпионата. Мини финишировал четвёртым в личном зачёте, несмотря на то, что пропустил три гонки.
В оставшуюся часть сезона выступал во втором сезоне Регионального европейского чемпионата Формулы, снова за команду ART Grand Prix. Выступления итальянского пилота были более удачными, чем в прошлом сезоне, он одержал свою первую победу в серии в Имоле, опередив Дино Бегановича. Мини повторил свои успехи, выиграв еще две гонки: одну в Поль Рикаре, опередив Каса Хаверкорта, а другую в Муджелло, в последней гонке сезона. Благодаря шести другим подиумам Мини стал вице-чемпионом серии после Дино Бегановича.
В первые месяцы 2023 года вернулся в гонки на Ближнем Востоке, за команду Hitech Grand Prix участвовал в переименованной серии Formula Regional Middle East. Он принял участие только в первых двух этапах, но занял лишь пятое место, что стало его единственным финише в очках.

### Формула-3
В сентябре 2022 года Мини участвовал в постсезонных тестах чемпионата Формулы-3 в Хересе за команду Hitech GP; два месяца спустя Габриеле был выбран командой на сезон Формулы-3 2023 года. Мини сразу же доказал свою конкурентоспособность, заняв поул-позицию в первой квалификации сезона. В гонке пересёк финишную черту первым, но из-за штрафа опустился на восьмое место. Во втором этапе в Мельбурне он завоевал свой первый подиум в серии, заняв третье место во второй гонке, а в Монте-Карло завоевал поул-позицию, после которой завоевал свою первую победу в Формуле-3. В первой гонке на Ред Булл Ринге занял второе место после Пола Арона, а на Хунгароринге вернулся к победе, опередив Габриэля Бортолето и Никиту Бедрина. Мини закончил свой первый сезон в Формуле-3 на седьмом месте в личном зачёте и четвёртом среди новичков.
На постсезонных тестах в сезоне Формулы-3 2023 года в Хересе Мини выступал за команду Prema Racing. В ноябре того же года впервые выступил в Гран-при Макао в составе итальянской команды при поддержке SJM Theodore. Итальянский гонщик показал себя конкурентоспособным на протяжении всего соревнования и финишировал третьим после Люка Браунинга и Денниса Хаугера.
В сезоне 2024 года выступает в Формуле-3 за команду Prema Racing.

### Формула-1
В конце сентября 2019 года принял участие в лагере ACI Sport - FDA для молодых талантов, где имел возможность выйти на трассу на трассе Фьорано. 14 февраля 2023 года Мини стал членом молодёжной программы Alpine.